# Sarotesius melanognathus
Sarotesius melanognathus là một loài nhện trong họ Sparassidae. Chúng thuộc chi đơn loài Sarotesius, được Mary Agard Pocock miêu tả năm 1898.